# Аґемай
Аґемай (яп. 上米, あげまい, «контрибутивний рис»; яп. 上米の制, あげまいのせい, «система контрибутивного рису») — податок рисом на дохід ханів в Японії у 1722—1731 роках.

## Короткі відомості
Податок аґемай ввели у 1722 році, за правління 8-го сьоґуна Токуґави Йосімуне, в ході реформ Кьохо. Причинною введення було бажання сьоґунату Едо виправити скрутне становище із жалуванням своїм васалам.
Податком обкладалися усі японські даймьо, дохід володінь яких перевищував 100 000 коку на рік. Такі даймьо мусили сплачувати уряду 100 коку з кожних 10 000 коку свого доходу. Оплата здійснювалася двічі на рік, весною і восени, а рис відсилався до державних комор Едо чи Осаки. За сплату цього податку центральна влада скоротила провінційним володарям річні почергові відрядженя в Едо до півроку і дозволила їм залишатися у своїх володіннях до півтора року.
Проте 1731 року податок аґемай було скасовано, а річні почергові відрядження відновлено.